# 兼田麗子
兼田麗子（かねだ れいこ、1964年‐　）は、日本の経済社会学者、早稲田大学日本地域文化研究所客員准教授を経て、桜美林大学准教授、早稲田大学グローバルエデュケーションセンター非常勤講師。
静岡県下田市生まれ。神奈川県立川和高等学校卒、2004年、早稲田大学大学院社会科学研究科博士後期課程単位取得退学。2006年、「留岡幸助と大原孫三郎の社会思想～日本近代化過程における社会改良実践の一考察」で、早稲田大学博士号（学術）取得。フリードリヒ・ハイエク研究・安井息軒研究の第一人者、デイヴィッド・ヒュームの研究で知られ、『鑑の近代～「法の支配」をめぐる日本と中国』（春秋社、2014）で第26回アジア・太平洋賞特別賞を受賞した古賀勝次郎ゼミ出身。
専攻、社会・経済・経営・政治史、思想、フィランソロピー。（日本経済史・経営史、経済・社会・公益思想史、日本近代・戦後対外史）。
第1回岡倉天心賞受賞（国際アジア共同体学会、2008年）、第4回日本創造学会著作賞受賞（日本創造学会、2013年）。

## 単著書
- 『福祉実践にかけた先駆者たち～留岡幸助と大原孫三郎』藤原書店　2003
- 『大原孫三郎の社会文化貢献』成文堂　2009
- 『戦後復興と大原總一郎～国産合成繊維ビニロンにかけて』成文堂　2012
- 『大原孫三郎～善意と戦略の経営者』中公新書　2012

## 主要共著書
- 早稲田大学日本地域文化研究所編『日本地域文化ライブラリー1　日向の歴史と文化』行人社　2006
- 早稲田大学日本地域文化研究所編『日本地域文化ライブラリー2　吉備の歴史と文化』行人社　2006
- 早稲田大学日本地域文化研究所編『日本地域文化ライブラリー3　肥後の歴史と文化』行人社　2008
- 早稲田大学日本地域文化研究所編『日本地域文化ライブラリー4　伊勢の歴史と文化』行人社　2009
- 早稲田大学日本地域文化研究所編『日本地域文化ライブラリー5　肥前の歴史と文化』行人社　2010
- 早稲田大学日本地域文化研究所編『日本地域文化ライブラリー6　土佐の歴史と文化』行人社　2011
- 早稲田大学日本地域文化研究所編『日本地域文化ライブラリー7　薩摩の歴史と文化』行人社　2013
- 『比較文化の可能性～日本近代化論への学際的アプローチ』成文堂　2007
- 『第25回　国民文化祭・おかやま2010支援連続講演会　温故知新～中国と岡山　記録集』吉備人出版　2010
- 『アジアの精神にみる企業倫理～関羽はなぜ商売の神様なのか』桜美林大学北東アジア総合研究所　2010
- 『続・現代の学生に贈る』桜美林大学北東アジア総合研究所　2013
- 『野尻武敏先生・米寿記念～経済社会学の新しい地平』桜美林大学北東アジア総合研究所　2013